# Isabel de Saxe-Altemburgo (1826–1896)
Isabel Paulina Alexandrina de Saxe-Altemburgo (em alemão: Elisabeth Pauline Alexandrine von Sachsen-Altenburg; Hildburghausen, 26 de março de 1826 — Oldemburgo, 2 de fevereiro de 1896) foi uma filha do duque José de Saxe-Altemburgo e da sua esposa, a duquesa Amélia de Württemberg. Por casamento tornou-se grã-duquesa de Oldemburgo.

## Origens
A princesa Isabel Paulina Alexandrina era a quarta filha do duque José de Saxe-Altemburgo e da princesa Amélia de Württemberg. Os seus avós paternos eram o duque Frederico e a princesa Carlota Jorgina de Mecklemburgo-Strelitz. Os seus avós maternos eram o duque Luís de Württemberg e a princesa Henriqueta de Nassau-Weilburg.
Isabel tinha três irmãs mais velhas: a princesa Maria de Saxe-Altemburgo, casada com o rei Jorge V de Hanôver, a princesa Paulina de Saxe-Altemburgo, que morreu aos 5 anos de idade e a princesa Teresa de Saxe-Altemburgo, que morreu solteira aos 91 anos. Tinha ainda duas irmãs mais novas, a princesa Alexandra que se casou com o grão-duque Constantino Nikolaevich da Rússia e a princesa Luísa que morreu com poucos meses.

## Casamento e descendência

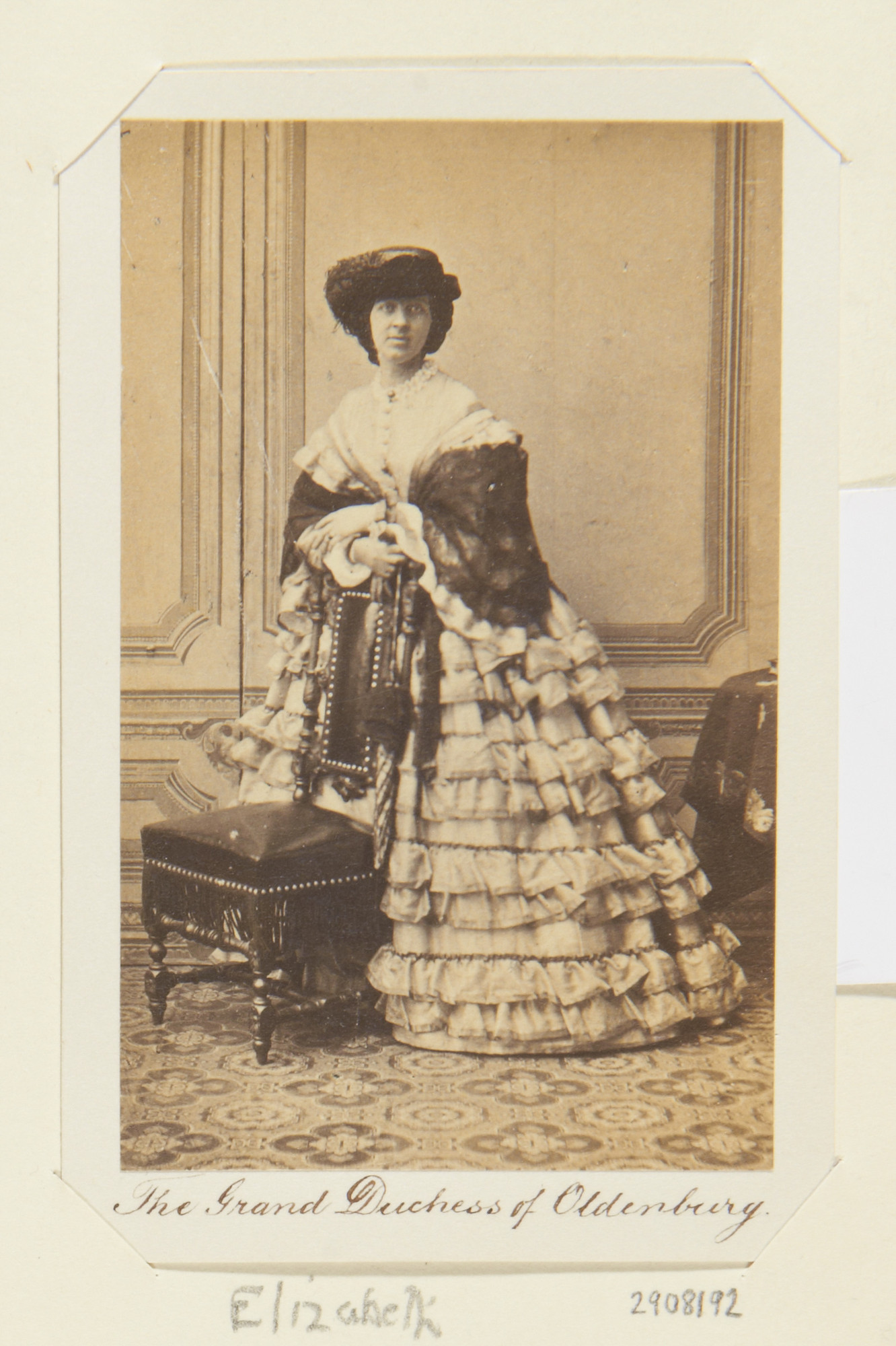
Grã-duquesa Isabel
Fotografia, autor desconhecido

Isabel casou-se no dia 10 de fevereiro de 1852 com o seu primo em segundo-grau Pedro, duque-herdeiro de Oldemburgo que sucedeu ao seu pai como grão-duque no ano seguinte, tornando Isabel grã-duquesa de Oldemburgo.
Tiveram dois filhos:
- Frederico Augusto II, Grão-Duque de Oldemburgo (16 de novembro de 1852 — 24 de fevereiro de 1931), casado primeiro com a princesa Isabel Ana da Prússia e depois com a duquesa Isabel de Mecklemburgo-Schwerin.
- Jorge Luís de Oldemburgo (27 de junho de 1855 — 30 de novembro de 1939).

Isabel morreu no dia 2 de fevereiro de 1896. O seu marido morreu quatro anos depois.

## Títulos e estilos
- 26 de março de 1826 — 12 de novembro de 1826: Sua Alteza princesa Isabel de Saxe-Hildburghausen
- 12 de novembro de 1826 — 10 de fevereiro de 1852: Sua Alteza princesa Isabel de Saxe-Altemburgo
- 10 de fevereiro de 1852 — 27 de fevereiro de 1853: Sua Alteza Real a Grã-duquesa Herdeira de Oldemburgo
- 27 de fevereiro de 1853 — 2 de fevereiro de 1896: Sua Alteza Real a Grã-duquesa de Oldemburgo